# Bishop’s Stortford
Bishop's Stortford és una població anglesa al districte d'East Hertfordshire, comtat d'Hertfordshire. Se situa a l'oest de l'autopista M11, a la frontera amb el comtat d'Essex, a 43 Km. al nord-est del centre de Londres, i és la població més propera a l'aeroport de Stansted. Forma part de l'àrea metropolitana de Londres. A l'edició de 2006 de Channel 4 "Best and Worst Places per Live in the UK" ("Els millors i els pitjors llocs per viure al Regne Unit"), East Hertfordshire era el setè millor districte per viure.
La localitat tenia una població estimada de 41.088 habitants el 2020. La ciutat és coneguda com "Stortford" pels locals.